# Atenej iz Naukratije
Atenej iz Naukratije, lahko tudi Atenej iz Navkratisa (starogrško: Ἀθήναιος ὁ Nαυκρατίτης), je bil grški pisatelj, retorik in gramatik. Rodil se je v 2. stoletju v Naukratiji, ki je bila del Rimskega imperija, danes pa je to del Egipta. Umrl je v zgodnjem 3. stoletju v Ateneju. Viri pripovedujejo, da je živel v času rimskega cesarja Marka Avrelija, njegov prezir, v katerem govori o cesarju Komodu, pa kaže na to, da je preživel tudi slednjega, ki je vladal do leta 192.

## Dela

### Deipnosophistae
Edino njegovo ohranjeno delo je Deipnosophistae, Gostija sofistov ali iz grščine: Sofisti pri pojedini (zgodnje tretje stoletje). Danes ga sestavlja 15 knjig, kljub temu, da so prve tri, enajsta in petnajsta ohranjene le po odlomkih iz poznejših časov. Gre za poli historično delo, ki spada v tako imenovano simpozijsko literaturo, ki sta jo prej pisala Aristoxenus in Didymus. Celotna različica besedila je ohranjena le v enem rokopisu.
Praznik sofistov je napisan v obliki dialoga, z izjemo XII. knjige, celotno delo pa posnema Platona. Pri tem je njegov tematski krog veliko ožji od Platonovega. Gre za običaje v javnem in zasebnem življenju starih Grkov, pa tudi o starogrški znanosti in umetnosti. Zajema teme kot so zgodovina tistega časa, tedanja tradicija, kulinarika (jedi, pijače, pribor itd.), pogostitve in zabave (ples, poezija in glasba). Specifična teža filozofskih vprašanj (značilna za Platonove "modrece") je pri kompilaciji Ateneja majhna. V VI. knjigi spremljevalci govorijo o zajedavcih, laskavcih in sibaritskem razkošju, v VII. knjigi o različnih vrstah užitkov, VIII. knjiga pa vsebuje kritiko zooloških del Aristotla.
V delu Praznik sofistov pisatelj pripoveduje svojemu prijatelju Timokratu, kaj se je zgodilo na večdnevni pojedini, ki jo je pripravil ugledni rimski Laurence (bogat zbiralec knjig in pokrovitelj umetnosti) za devetindvajset svojih prijateljev, vključno z odvetniki, pesniki, filologi, retoriki, filozofi, zdravniki in glasbeniki. Atenej pripoveduje, da se je Larencijevega praznika udeležilo veliko oseb, ki so s seboj prinesle svoje sporočilo, zavito v zvitke, kot prispevek k večerji. Pravi, da je Harm, ki je vedno imel kaj povedati o vsaki postreženi jedi, užival sloves med Mesenijci kot visoko izobražen človek. Prav tako je Calliphanes, ki je želel zasloveti po svoji obsežni erudiciji, zapisal začetke številnih pesmi in govorov. Tako je lahko vedno citiral tri ali štiri vrstice vsakega izmed njih. Številni drugi udeleženci praznika so pogosto uporabljali visoke izraze.
Atenej v svojem delu ponuja prijetno pogostitev, ki jo neverjetno umetelno zgradi. Navdušen nad lastno zgovornostjo in spretnostjo pripovedovanja, prav tako kot govorci v Atenah, skače iz enega dela knjige v drugega.
Teme za razpravo na splošno izhajajo iz večerje same, vendar segajo tudi do literarnih in zgodovinskih opisov, vključno s slovnico. Čeprav je bila vloga tega dela zagotovo Platonov praznik, mu manjka živahnosti in dramatičnosti Platonovega dialoga. Kljub občasni iskrivosti duha, pri delu prevladujejo dolgi monologi in naučeni govori ter citati, ki jih lahko uporabimo za praznične priložnosti. Ti citati so povzeti po številnih grških avtorjih, večinoma pesnikih srednje in nove antične komedije, katerih dela so danes za nas skoraj v celoti izgubljena. Prav v teh odlomkih je izjemen pomen tega dela za zgodovino grške književnosti: Atenej navaja približno 800 avtorjev, naslove daje več kot 1.000 komedijam in iz njih citira več kot 10.000 verzov. V delu je zbranih ogromno informacij, predvsem o zadevah, povezanih z jedilnico, vendar vsebuje tudi pripombe o glasbi, pesmih, plesih, igrah, kurtizanah in razkošju. Če ne bi bilo Ateneja, bi ne imeli veliko dragocenih informacij o starem svetu in mnogi starogrški avtorji, kot je Arhestrat, bi bili skoraj povsem neznani. Knjiga XIII je na primer pomemben vir za preučevanje spolnosti v klasični in helenistični Grčiji.

## Prvi patent
Atenej je opisal prve patente. Patent je opisal kot ekskluzivno pravico, ki jo je država podelila izumitelju, za razkritje izuma, za javno dobro. V delu opiše, da so bila nekaj stoletij pred našim štetjem v grškem mestu Sybaris vsakoletna kulinarična tekmovanja. Zmagovalec je dobil pravico, da svojo jed pripravlja eno leto. Takrat je to bilo novo, saj grška družba na splošno ni priznala izumov ali novih idej.

## Smrt
Eden od Atenejevih prijateljev, Timokrat, je pisal o prezgodnji smrti Ateneja v Ateneju. Opisuje, da so ljudje verjeli, da so Atenejevi zapisi neposredno v nasprotju z njihovimi prepričanji o Mitrinem kultu. Neko noč leta 191 po našem štetju so ga ugrabili in mu grozili, da ga bodo ubili, če ne preneha s pisanjem. Ko so odkrili, da še naprej piše Deipnosophistae, je triindvajset mož vdrlo v njegov dom in ga usmrtilo. Nejasno je, ali je Atenej svoje delo končal sam.